# Dr. Dobb’s Journal
Dr. Dobb’s Journal (сокращённо — DDJ, с англ. — «журнал доктора Добба») — ежемесячный компьютерный журнал, издававшийся в США компанией CMP Technology (ныне подразделение компании United Business Media), первое периодическое печатное изданием, фокусирующееся на программном обеспечении для микрокомпьютеров, а не на «железе». ISSN 1044-789X, тираж до 120 тыс. экземпляров, первый выпуск — январь 1976 года.
Первоначально планировалось выпустить всего три ксерографичных выпуска. Оригинальное название — Dr. Dobb’s Journal of Tiny BASIC Calisthenics & Orthodontia — «Журнал доктора Добба о пластике и ортодонтии в Tiny BASIC» (с подзаголовком Running Light without Overbyte — «Работает быстро, ни одного лишнего байта»). В каждом из трёх помещалось несколько интерпретаторов для Tiny BASIC, облегчённой версии языка программирования BASIC. Позднее, читатели завалили издателя (тогда — People's Computer Company, PCC) почтой с просьбами сделать журнал периодическим и расширить тематику.
Согласившись, PCC наняла Джима Уоррена первым главным редактором. Название изменилось на Dr. Dobb’s Journal of Computer Calisthenics («Журнал доктора Добба о компьютерной пластике») и обновлённое название появилось в первом выпуске от января 1976 года.
В разные годы публиковал исходные коды:
- интерпретатор Tiny BASIC
- Palo Alto Tiny BASIC Ли-Чен Ванга
- компилятор Small-C Рона Кайна
- 386BSD (JOLIX) Линн и Билла Йолитцев

В мартовском номере 10(3) 1985 года был напечатан GNU Manifesto Ричарда Столлмана.
Наибольшей популярностью журнал обладал в 1990-е годы, при этом выходило ряд региональных версий на других языках, например, в России с 1991 по 1997 год выпускалось издание «Журнал д-ра Добба» на основе журнала «Интеркомпьютер».
В декабре 2014 года было объявлено о том, что компания United Business Media (UBM), владеющая журналом, приняла решение прекратить развитие издания. С января 2015 года не планируется публикация новых материалов, однако уже существующие материалы останутся доступны на сайте издания.